# 11135 Ryokami
11135 Ryokami è un asteroide della fascia principale. Scoperto nel 1996, presenta un'orbita caratterizzata da un semiasse maggiore pari a 2,9156676 UA e da un'eccentricità di 0,1013179, inclinata di 1,66694° rispetto all'eclittica.